# Ferran Fivaller
Ferran Fivaller (Barcelona? segle XVI-finals segle XVI o principis segle XVII).

## Biografia
Ferran Fivaller estudià arts i jurisprudència i posteriorment es doctorà en arts i teologia per la Universidad de Salamanca. Degut a la seva extensa formació va desenvolupar diferents càrrecs com a mestre en teologia o advocat. També fou canonge de Tortosa.
Amb aquesta brillant carrera acadèmica fou nomenat rector de la Universitat de l'Estudi General de Barcelona, concretament entre l'1 d'agost de 1588 i el 31 de juliol de 1590. Aquest mateix any, 1590, va ser nomenat oïdor eclesiàstic de la Generalitat de Catalunya. Va obtenir del rei Felip II la canongia de Tortosa. Tanmateix, a l'acabar el seu mandat a la Diputació se li va instruir un procés de visita motivat potser per la seva adhesió a Catalunya i defensa de l'organisme de la Generalitat de Catalunya. Va morir probablement a Barcelona a finals del segle XVI o principis del segle xvii.